# Fissistigma rubiginosum
Fissistigma rubiginosum är en kirimojaväxtart som först beskrevs av A. Dc., och fick sitt nu gällande namn av Elmer Drew Merrill. Fissistigma rubiginosum ingår i släktet Fissistigma och familjen kirimojaväxter. Inga underarter finns listade i Catalogue of Life.